# Тараканов, Александр Яковлевич
Алекса́ндр Я́ковлевич Тарака́нов (1915 — 24 июля 1941) — участник советско-финской и Великой Отечественной войн, командир взвода огнемётных танков 35-й легкотанковой бригады 7-й армии Северо-Западного фронта, младший лейтенант. Герой Советского Союза (1940).

## Биография
Александр Яковлевич Тараканов родился в деревне Большая Водская в 1915 году в крестьянской семье. Русский. В возрасте 12 лет потерял мать. После окончания 6 классов и курсов трактористов работал в колхозе. Кандидат в члены ВКП(б).
В 1934 году призван в Красную Армию. 17 декабря 1939 года во время атаки укрепрайона белофиннов младший лейтенант Тараканов под артиллерийским огнём провёл свой взвод за второй ряд надолбов и уничтожил огнеметанием вражеский дот. 18 декабря танкисты вели бой в окружении. После удачной атаки экипаж танка подобрал и вывез в тыл нескольких раненых бойцов наступавшего 245-го стрелкового полка.
Находясь с 20 по 27 декабря в составе батальона 252-го стрелкового полка 70-й стрелковой дивизии под командованием Героя Советского Союза Угрюмова, экипаж участвовал в обороне переправы через реку Сестру близ Териоки.
Участвовал в боях при прорыве Хотиненско-Сумского укрепрайона. 7 февраля 1940 А. Я. Тараканов возглавлял танковую блокировочную группу долговременных сооружений № 45, 42, 35, 44. 9 февраля в бою его танк был уничтожен артиллерией противника, и в этот же день приказом командования Тараканов получил пушечный танк КВ. Во время штурма дота младший лейтенант применил дымовые снаряды и под их прикрытием зашёл в тыл. Выскочив из машины, он залез на верхушку дота и забросал его гранатами. Кроме того, за время боёв с 6 по 12 февраля 1940 года Тараканов вывез с поля боя на своём танке свыше 20 раненых бойцов и командиров 85-го стрелкового полка, а 13 февраля организовал работу по эвакуации подбитых машин под огнём противника.
В наградном листе говорилось:

Тов. Тараканов любит своё дело. Преданный патриот социалистической Родины. Кандидат ВКП(б)., верный делу Ленина. За свои заслуги и геройство в борьбе с белофиннами при прорыве Хотиненско-Сумского укрепрайона заслуживает высшей награды правительства СССР — присвоения звания Героя Советского Союза.
Указом Президиума Верховного Совета СССР от 21 марта 1940 года «за образцовое выполнение боевых заданий командования на фронте борьбы с финской белогвардейщиной и проявленные при этом отвагу и геройство» младшему лейтенанту Тараканову Александру Яковлевичу присвоено звание Героя Советского Союза с вручением ордена Ленина и медали «Золотая Звезда» (№ 443).
После окончания финской кампании младший лейтенант Тараканов остался в действующей армии. С июня 1941 года на фронтах Великой Отечественной войны, командовал ротой во 2-м танковом полку. В одном из танковых боёв в Карелии был тяжело ранен и скончался от полученных ран 24 июля 1941 года. Похоронен в 300 м западнее Вагатозеро в районе моста через реку Шуя.

### Семья
Жена — Евгения Васильевна Тараканова.

## Награды
- Герой Советского Союза:
  - медаль «Золотая Звезда» (№ 443),
  - орден Ленина.